# La Voce del Popolo: giornale quotidiano
La Voce del Popolo: giornale quotidiano (1889. – 1915.) povijesne su riječke dnevne novine.  

## Povijes publikacije
Novine su počele izlaziti na Sušaku, u tiskari M. Glavana, a prvi broj izašao je 3. studenoga 1889. godine. La Voce del Popolo bile su dnevne novine, na početku isključivo kulturni dnevnik, a kasnije raznovrsna sadržaja. Tijekom mjeseca siječnja 1890. novine se već tiskaju u Rijeci, u različitim tiskarama (A. Chiuzelina, vlastitoj, G. A. Dobrovicha, P. Battare, G. Fronze, tiskari Minerva), a mijenjaju se i urednici: Carlo Collenz, R. Pilin, A. Chizelin, S. Aranyos, G. Fronza te drugi. Zadnji broj izašao je 16. travnja 1915.

## Dostupnost
Sveučilišna knjižnica Rijeka digitalizirala je ona godišta koja čuva u svom fondu (1889. i 1890. godina), izuzevši oštećene i nedostajuće primjerke.  

## Vanjske poveznice
- Digitalizirane novine u fondu SVKRI. libraries.uniri.hr. Pristupljeno 7. ožujka 2023.